# ТЕЦ Glow SPP11 Ph 1, 3
13°0′1″ пн. ш. 101°8′12″ сх. д. / 13.00028° пн. ш. 101.13667° сх. д.
ТЕЦ Glow SPP11 Ph 1, 3 — теплоелектроцентраль у тайській провінції Районг в індустріальному парку Siam Eastern Industrial.
У 2000 році на майданчику станції став до ладу парогазовий блок комбінованого циклу потужністю 110 МВт, в якому дві газові турбіни живлять через відповідну кількість котлів-утилізаторів одну парову турбіну. Надалі шляхом модернізації потужність блоку збільшили до 120 МВт.
В 2006-му станцію підсилили за рахунок чотирьох генераторних установок на основі двигунів внутрішнього згоряння потужністю по 5,75 МВт. За первісним проектом їх повинно було бути шість, проте встановлення двох останніх скасували через економічну кризу. Втім, до проекту знову повернулись у середині 2010-х і в 2015-му ввели в дію дві генераторні установки, причому їх одинична потужність була збільшена до 9,55 МВт.
Особливістю ТЕЦ є те, що вона продукує для сусідніх підприємств індустріальної зони не пару, а охолоджену воду.
Відповідно до запровадженої в Таїланді програми сприяння малим ТЕЦ, перша черга станції станція отримала довгостроковий 25-річний контракт на викуп 90 МВт потужності державною електроенергетичною компанією Electric Generating Authority of Thailand (EGAT).
Як паливо станція використовує природний газ (неподалік проходить газотранспортний коридор Районг — Бангпаконг).
Видача продукції відбувається по ЛЕП, що працюють під напругою 115 кВ та 22 кВ.
Власником станції є компанія Glow Energy. Остання тривалий час належала французькому концерну ENGIE,  допоки у 2019-му її не викупила компанія Global Power Synergy Public Company Limited (GSPC, електроенергетичний підрозділ тайського державного нафтогазового концерну PTT).